# Mezinárodní filmový festival v Seattlu
Mezinárodní filmový festival v Seattlu (anglicky Seattle International Film Festival; SIFF) je jedním z nejprestižnějších filmových festivalů v Severní Americe, který je již od roku 1976 pořádán v americkém městě Seattle. Tradičně trvá 24 dnů, od konce května po začátek června, a nabízí převážně nezávislé a zahraniční filmy.

## Udělované ceny
V rámci filmového festivalu jsou udělovány tyto ceny:
- Golden Space Needle (Cena za nejlepší film)
- Cena za nejlepší režii
- Cena za nejlepšího herce
- Cena za nejlepší herečku
- Cena za nejlepší dokumentární film
- Cena za nejlepší krátký film